# 白毛华丽杜鹃
白毛华丽杜鹃（学名：Rhododendron eudoxum var. mesopolium）为杜鹃花科杜鹃花属下的一个变种。产中国云南德钦和贡山以及西藏察隅。生于海拔3 800-4 300米的高山石坡、竹丛或杜鹃灌丛中。模式标本采自西藏察隅。